# Preggers
«Беременные» (англ. Preggers) — четвёртый эпизод американского музыкального телесериала «Хор», премьера которого состоялась 23 сентября 2009 года на телеканале Fox. Режиссёром и сценаристом серии выступил Брэд Фэлчак.

## Сюжет
Сью (Джейн Линч) становится ведущей рубрики в местных теленовостях. Рэйчел (Лиа Мишель) недовольна тем, что Шустер (Мэтью Моррисон) отдал сольную партию в новом номере Тине (Дженна Ашковиц), поэтому уходит из хора. Чтобы заслужить похвалу отца, Курт (Крис Колфер) присоединяется к футбольной команде, и весьма оригинальным способом помогает ей выиграть матч. После этого он все-таки решается рассказать Хаммелу-старшему о своей гомосексуальности. Куинн (Дианна Агрон) говорит Финну (Кори Монтейт), что беременна от него, хотя настоящий отец ребёнка — Ноа Пакерман (Марк Саллинг).